# Kunów (gromada)
Kunów – dawna gromada, czyli najmniejsza jednostka podziału terytorialnego Polskiej Rzeczypospolitej Ludowej w latach 1954–1972.
Gromady, z gromadzkimi radami narodowymi (GRN) jako organami władzy najniższego stopnia na wsi, funkcjonowały od reformy reorganizującej administrację wiejską przeprowadzonej jesienią 1954 do momentu ich zniesienia z dniem 1 stycznia 1973, tym samym wypierając organizację gminną w latach 1954–1972.
Gromadę Kunów z siedzibą GRN w Kunowie (wówczas wsi) utworzono – jako jedną z 8759 gromad na obszarze Polski – w powiecie opatowskim w woj. kieleckim, na mocy uchwały nr 13f/54 WRN w Kielcach z dnia 29 września 1954. W skład jednostki weszły obszary dotychczasowych gromad Kunów, Udziców i kolonia Piaski (bez osiedla Zagroda Inwalidów) ze zniesionej gminy Kunów w tymże powiecie. Dla gromady ustalono 25 członków gromadzkiej rady narodowej.
1 stycznia 1959 do gromady Kunów przyłączono wieś Janik, kolonię Janik, osadę leśną Janik A i osiedle Zagroda Inwalidów ze zniesionej gromady Janik.
1 stycznia 1969 do gromady Kunów przyłączono obszary zniesionych gromad Nietulisko i Chocimów.
Gromada przetrwała do końca 1972 roku, czyli do kolejnej reformy gminnej. 1 stycznia 1973 reaktywowano gminę Kunów.